# Calathea albertii
Calathea albertii  es una especie fanerógama de la familia Marantaceae, nativa de  Brasil.   

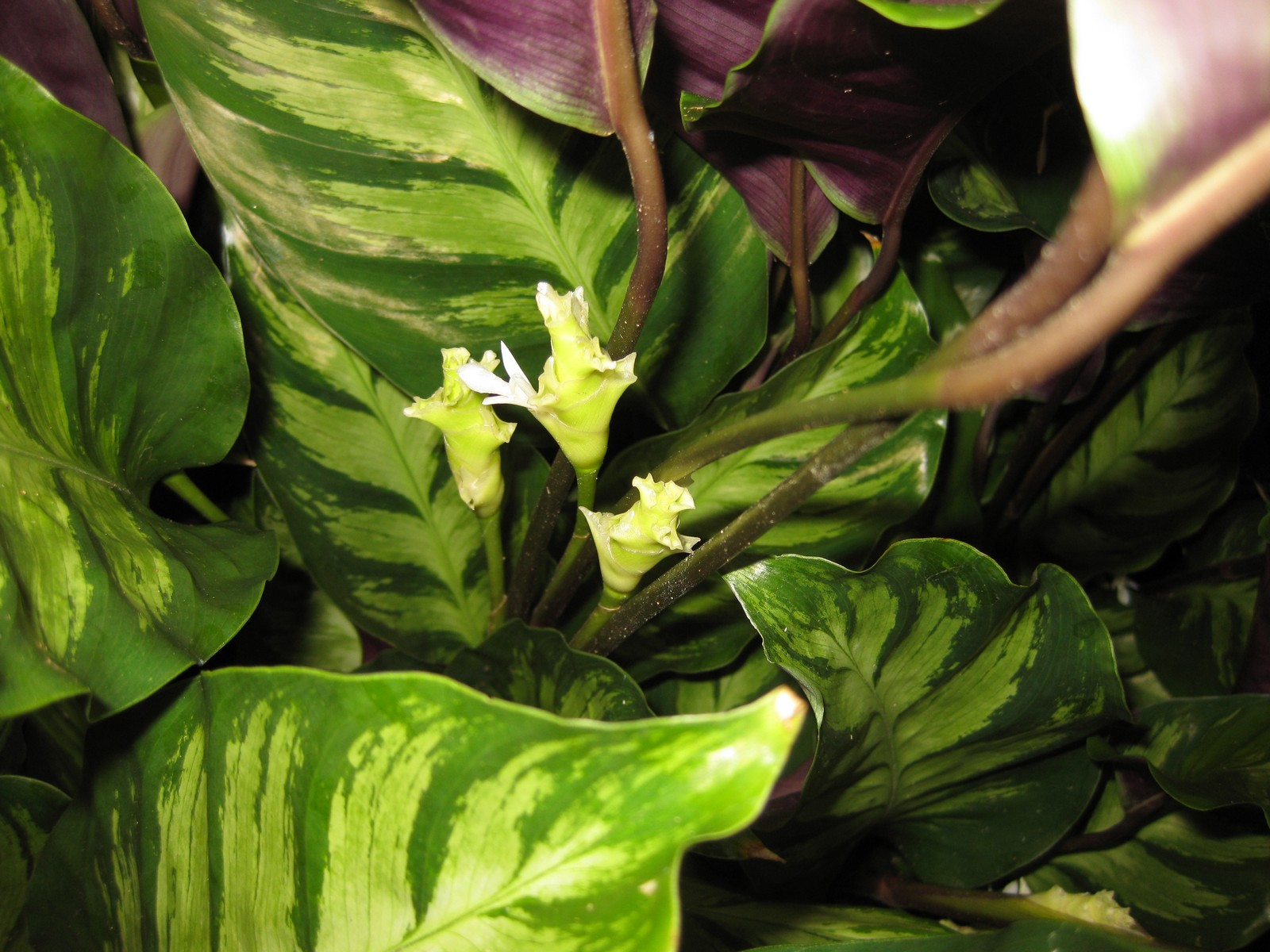
Flores

## Descripción
Calathea albertii tiene hojas de color verde claro con manchas blancas en el lado superior, y violeta tintados a continuación. Las corolas de las flores son de color blanco.

## Taxonomía
Calathea albertii fue descrita por (Pynaert & Van Geert) L.H.Bailey & Raffill y publicado en The Standard Cyclopedia of Horticulture 2: 621. 1914.
Sinonimia
- Calathea glaziovii Petersen
- Maranta albertii Pynaert & Van Geert[3][4]